# Stefan Elmgren
Stefan Elmgren (* 7. května 1974 Göteborg) je švédský kytarista, známy především svým působení ve švédské heavy metalové kapele HammerFall.
Ve třinácti letech začal hrát na kytaru. V průběhu dalších let pracoval jako řidič taxi nebo inženýr a stále vylepšoval svoji hru na kytaru. Když mu bylo osmnáct, odešel studovat do Hollywoodu na G.I.T. (Guitar Institute of Technology). Tam dostal příležitost hrát se členy skupin Yngwie Malmsteen´s Band, MSG a několika dalšími. Základy kytarové hry, které používá dodnes, se naučil právě na této škole. V roce 1995 se vrátil zpět do Švédska a stal se členem skupiny Highlander. Po jejím rozpadu v roce 1997 vstoupil do skupiny HammerFall.
V roce 2002 vydal se svým projektem Full Strike album We Will Rise. V roce 2004 také působil na sólovém albu zpěváka Joacima Canse, Beyond the Gates.
Roku 2008 od skupiny HammerFall odešel, aby se mohl na plno věnovat své práci pilota. Dále v roce 2008 založil spolu s baskytaristou Magnusem Rosénem a zpěvákem Mikem Anderssonem kapelu Fullforce, ke které se následně připojil i bubeník Anders Johansson.
V roce 2012 Stefan a další bývalí členové HammerFall vystoupili na koncertě ve švédském lomu Dalhalla. Stefan zde odehrál skladby Blood Bound, Last Man Standing, Fury of the Wild a Hearts on Fire.
Jako host vystoupil s HammerFall na festivalu Wacken v roce 2014, kde odehrál skladbu Stone Cold.
V roce 2015 ještě odehrál turné s HammerFall jako baskytarista místo Fredrika Larssona.

## Diskografie

### HammerFall
- Legacy of Kings (1998)
- Renegade (2000)
- Crimson Thunder (2002)
- Chapter V: Unbent, Unbowed, Unbroken (2005)
- Threshold (2006)

### Full Strike
- We Will Rise (2002)

### Cans
- Beyond the Gates (2004)

### Fullforce
- One (2011)
- Next Level (2012)